# Castano Primo
Castano Primo là một đô thị ở tỉnh Milano, vùng Lombardia của Italia, khoảng35 km về phía tây bắc của thành phố tỉnh lỵ Milano. Đến thời điểm ngày 31 tháng 12 năm 2004, đô thị này có dân số 10.359 người và diện tích 19.1 km².
Castano Primo giáp các đô thị: Lonate Pozzolo, Vanzaghello, Magnago, Nosate, Buscate, Cameri, Turbigo, Robecchetto con Induno, Cuggiono.